# چستر یورتون
چستر یورتون (انگلیسی: Chester Yorton؛ زادهٔ ۱ ژانویهٔ ۱۹۴۰) بدنساز سابق اهل ایالات متحده آمریکا است، که به دلیل حمایت و پیروی اش از بدنسازی بدون استروئید از او به عنوان پدر بدنسازی طبیعی یاد می‌شود. او در سال ۱۹۶۶ در جریان مسابقات مستر یونیورس آماتور که در لندن برگزار می‌شد موفق به شکست آرنولد شوارتزنگر شد.